# 相鉄不動産販売
相鉄不動産販売株式会社（そうてつふどうさんはんばい、英: SOTETSU REAL ESTATE SALES Co.,Ltd.）は、相鉄グループに属する日本の不動産会社。自社ブランドでの一戸建て住宅の分譲なども展開している。

## 事業内容
- 不動産の仲介・賃貸・管理・販売受託
- 一戸建て住宅の分譲　…　「コージーライフ」ブランドでの一戸建て住宅の分譲
- 住宅設備機器等の販売　…　浄水システム「良水工房」の販売

## 沿革
- 1983年 - 光陽不動産株式会社を設立
- 2001年 - 社名を相鉄不動産販売株式会社に改称
- 2004年 - 「ゆめみ処ここち湯」海老名店をオープン
- 2009年 - 東急不動産よりスーパー銭湯「ざぶん」2店舗（瀬谷目黒店・相模原店）を取得
- 2010年 - 「ゆめみ処ここち湯」大和店をオープン
- 2014年 - 温浴事業をおふろの王様を運営する株式会社ホットネスに譲渡[2]

## 一戸建て住宅の分譲例
- コージーライフ百合ヶ丘 ガーデン アレイ ヒルズ
- コージーライフさがみ野＜グリーンリズムタウン＞
- コージーライフ二俣川ガーデンバリエ(相鉄ニュータウン第5)
- コージーライフ海老名 望地の丘
- コージーライフ川崎市麻生区第1期・2期・3期
- コージーライフ南希望が丘
- コージーライフ海老名市望地第1期
- コージーライフ泉区中田南三丁目
- コージーライフ港北区菊名
- コージーライフ湘南片瀬1期・2期
- コージーライフつきみ野
- コージーライフ横浜三ツ境
- 湘南みずきTHOUSAND VILLAGE（茅ヶ崎市、

(株式会社すまい「イーリスガーデン」シリーズ販売元)
- イーリスガーデン二俣川分譲住宅 ...
- イーリスガーデン日吉下田町
- イーリスガーデンシリーズ希望が丘
- イーリスガーデン東戸塚 ... 横浜市戸塚区
- イーリスガーデン東希望が丘 ... 横浜市旭区東希望が丘
- イーリスガーデン川島町 ... 横浜市保土ケ谷区川島町
- イーリスガーデン鶴ヶ峰 ... 横浜市旭区白根
- イーリスガーデン北方町2丁目 ... 横浜市中区
- イーリスガーデン本牧大里町 ... 横浜市神奈川区
- イーリスガーデン弥生台 ... 横浜市泉区西が岡

## 関連事項
- 相鉄グループ
- 相模鉄道
- 相鉄不動産